# Équipe d'Allemagne féminine de football des moins de 20 ans
Cet article traite de l'équipe féminine. Pour l'équipe masculine, voir Équipe d'Allemagne de football des moins de 20 ans.
Maillots
L'équipe d'Allemagne de football féminin des moins de 20 ans (en allemand : « Deutsche Fußballnationalmannschaft der U-20-Frauen ») est l'équipe nationale qui représente l'Allemagne dans les compétitions de football féminin réservées aux moins de 20 ans. Elle est gérée par la Fédération allemande de football (DFB). Son premier match officiel a eu lieu en 2006.

## Histoire
La sélection allemande remporte la Coupe du monde féminine des moins de 20 ans 2010 et la Coupe du monde féminine des moins de 20 ans 2014. Elle est par ailleurs finaliste de l'édition 2012.

## Résultats

### Parcours en Coupe du monde
- 2006 : Quart de finale
- 2008 :  Troisième
- 2010 :  Vainqueur
- 2012 :  Finaliste
- 2014 :  Vainqueur
- 2016 : Quart de finale
- 2018 : Quart de finale
- 2022 : Phase de groupes
- 2024 : Quart de finale